# Kenneth C. MacDonald
Pour les articles homonymes, voir Kenneth MacDonald et MacDonald.
Kenneth Cattanach MacDonald (11 juillet 1872-19 novembre 1945) est un homme politique canadien de la Colombie-Britannique. Il est député provincial libéral de la circonscription britanno-colombienne de North Okanagan de 1916 à 1924 et de 1933 jusqu'à son décès en 1945 peu de temps après l'élection générale la même année, mais avant le début de la session parlementaire.
Il siège au cabinet du premier ministre John Oliver à titre de Secrétaire provincial de septembre à octobre 1924, moment où il perd l'élection partielle visant à confirmer sa nomination. Il est aussi ministre dans le cabinet de Duff Pattullo au poste de ministre de l'Agriculture de novembre 1933 à novembre 1941.